# 埃希特纳赫
埃希特纳赫（德語：Echternach，[ˈɛçtɐˌnax]，[ɛʃtəʁnax]，發音：[ˈiəɕtɐnɑχ] ⓘ）是卢森堡东部的一个具有城市地位的市镇，是埃希特纳赫县的首府。埃希特纳赫位于卢德边界附近，是卢森堡最古老的城镇。

## 画廊

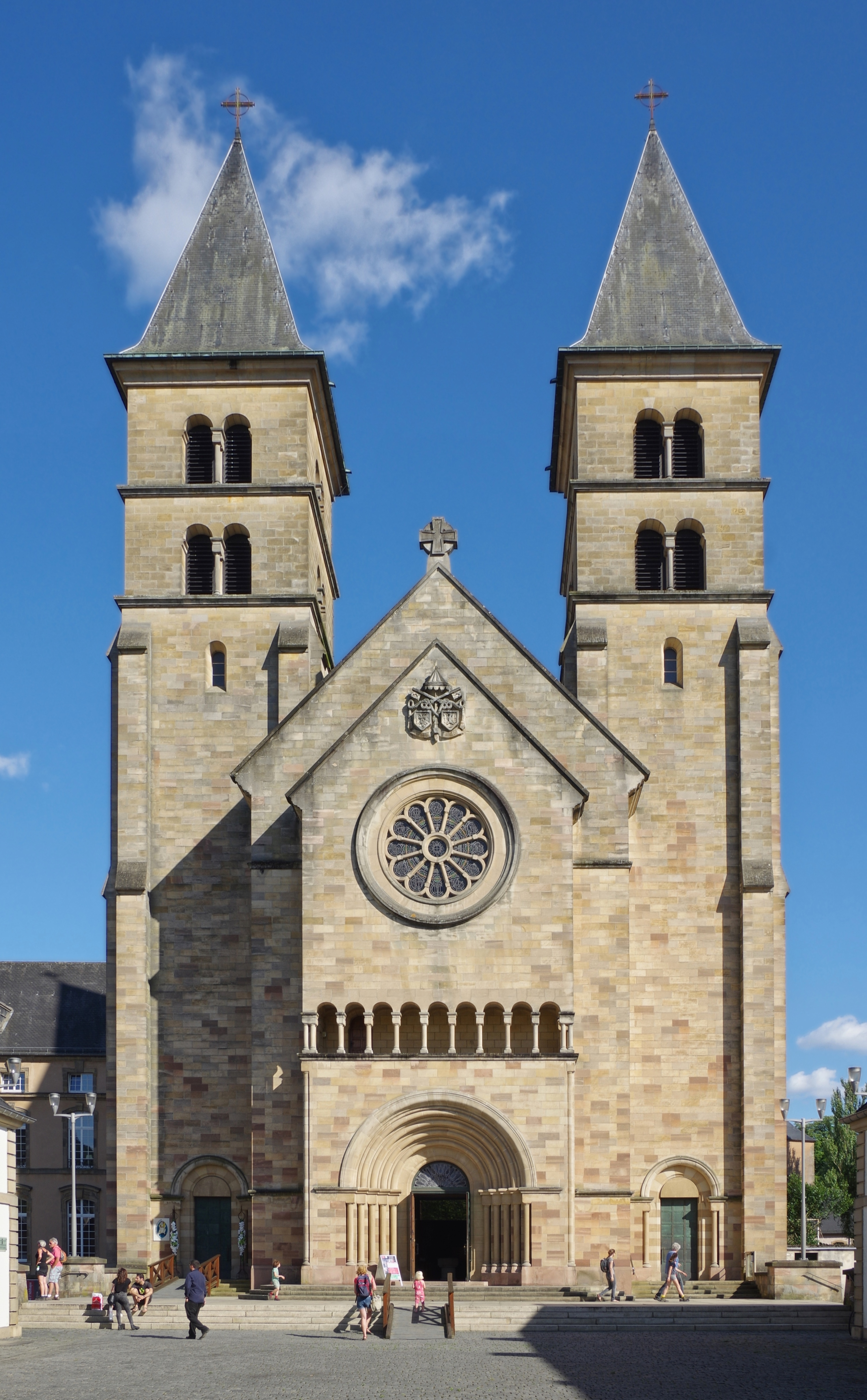
大教堂（前本笃会修道院的教堂）
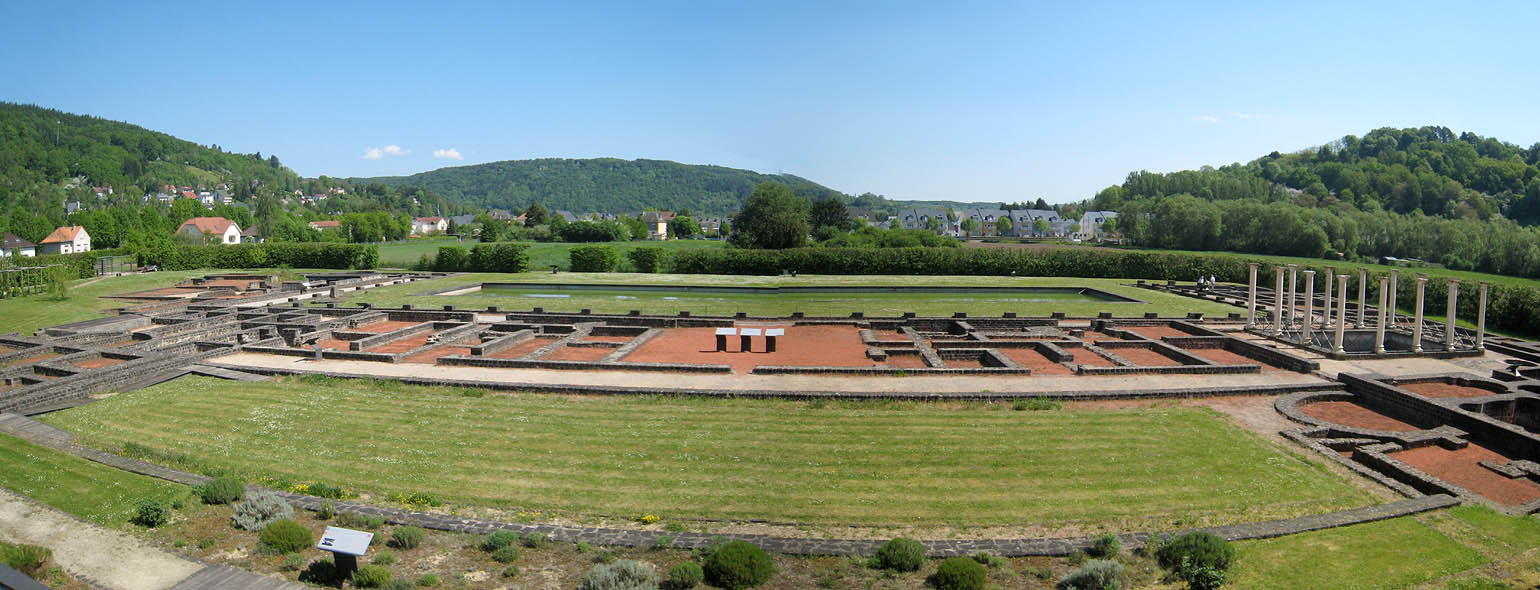
罗马别墅
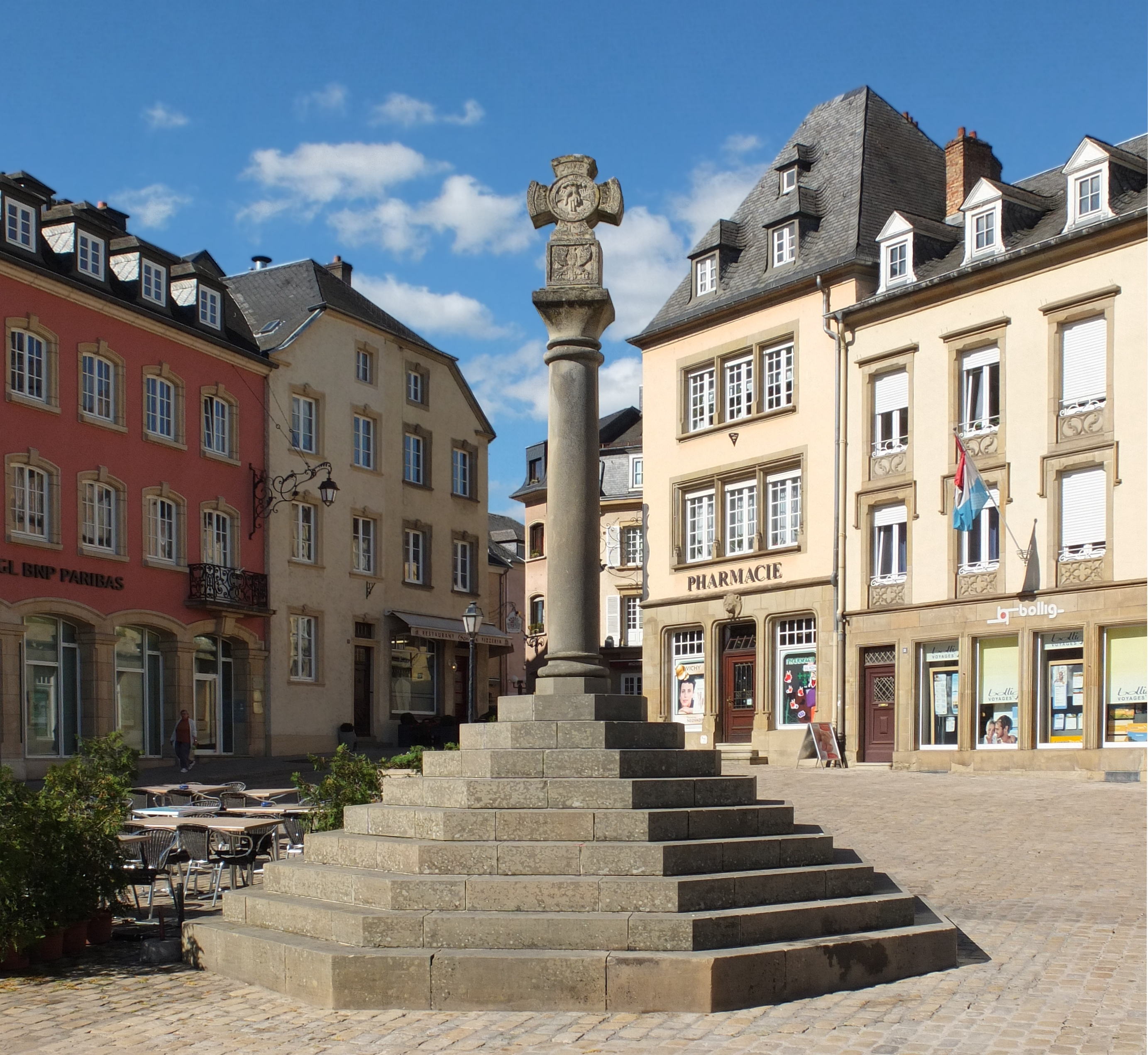
正义十字
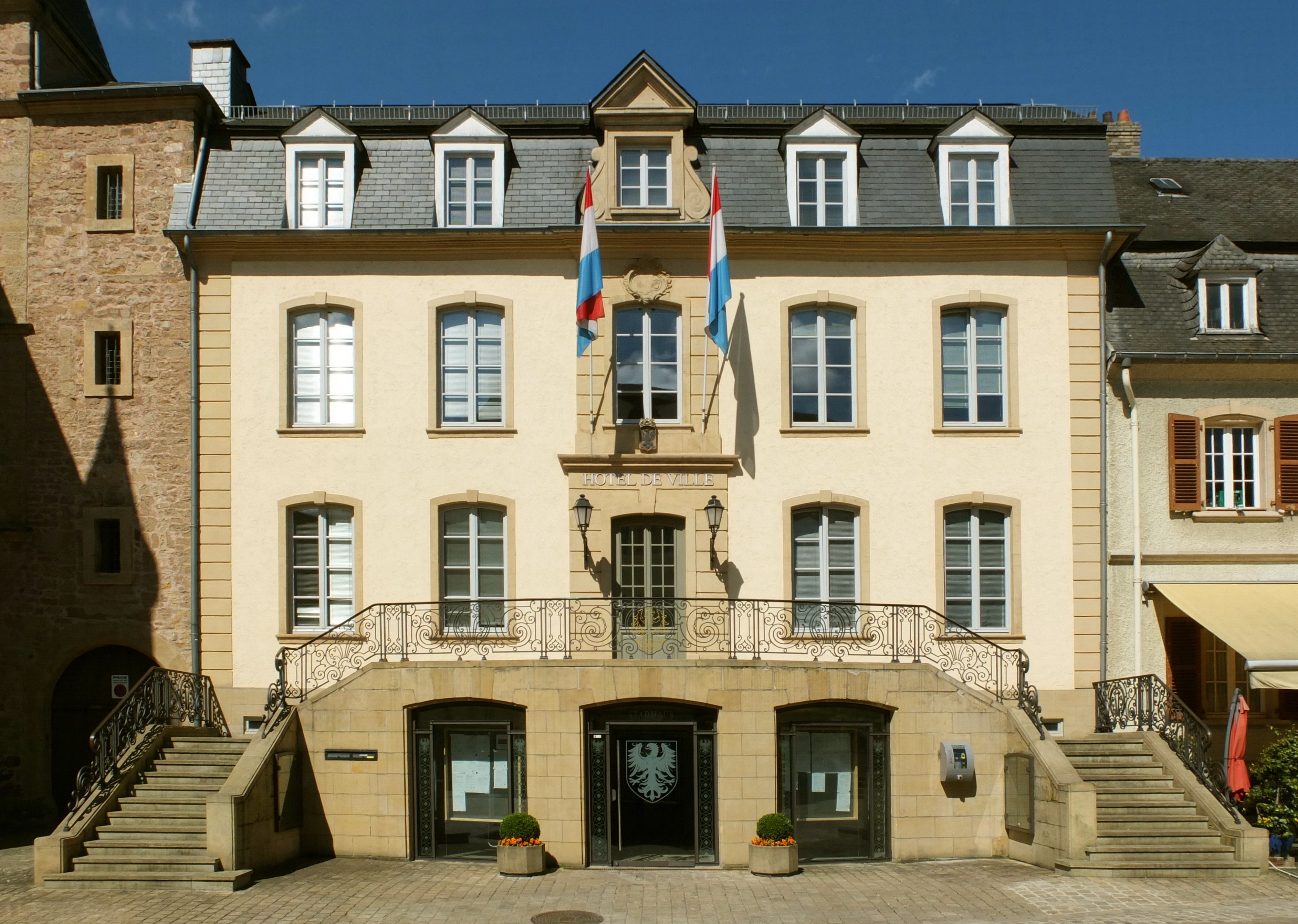
市政厅
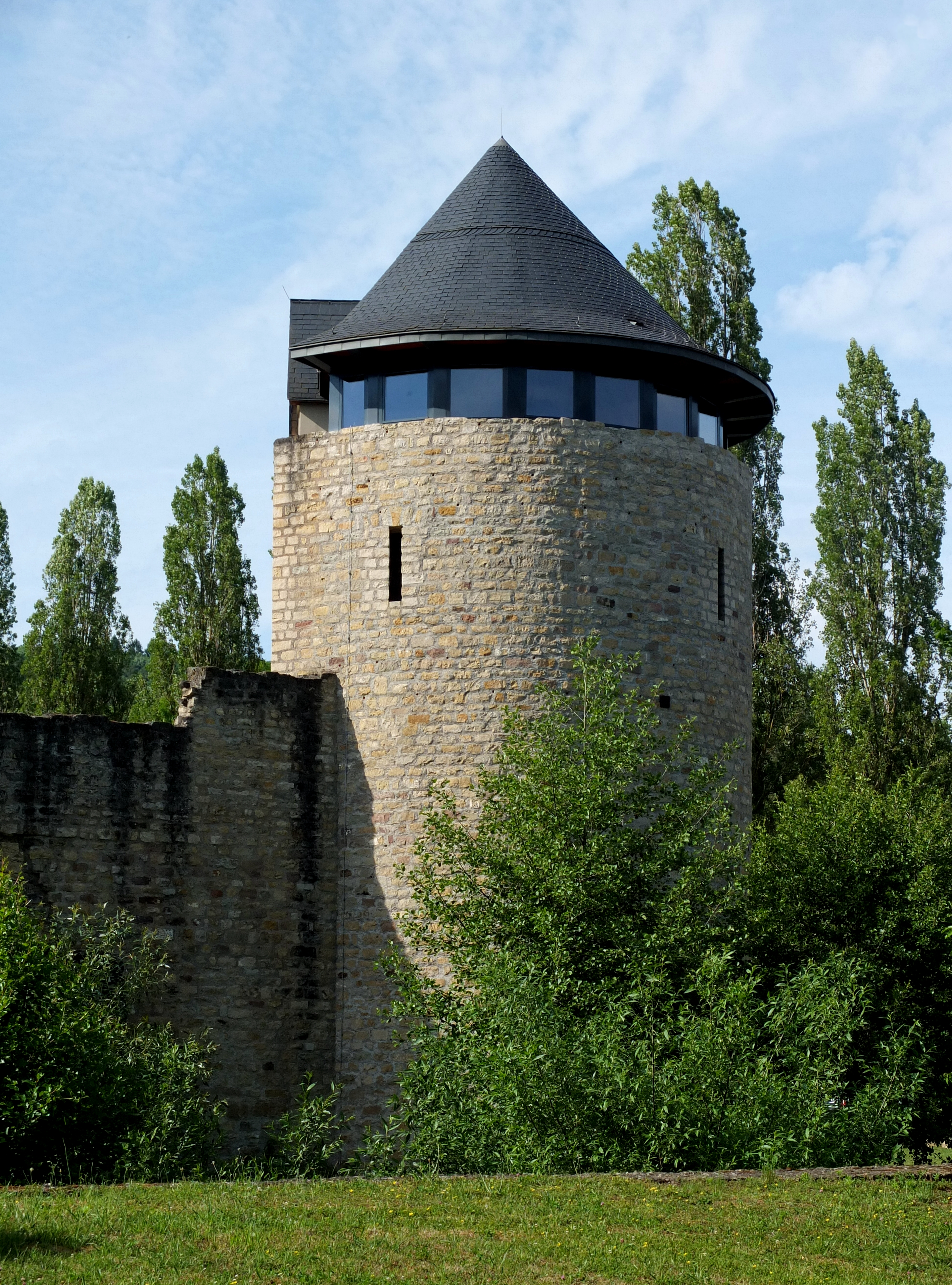
瞭望塔
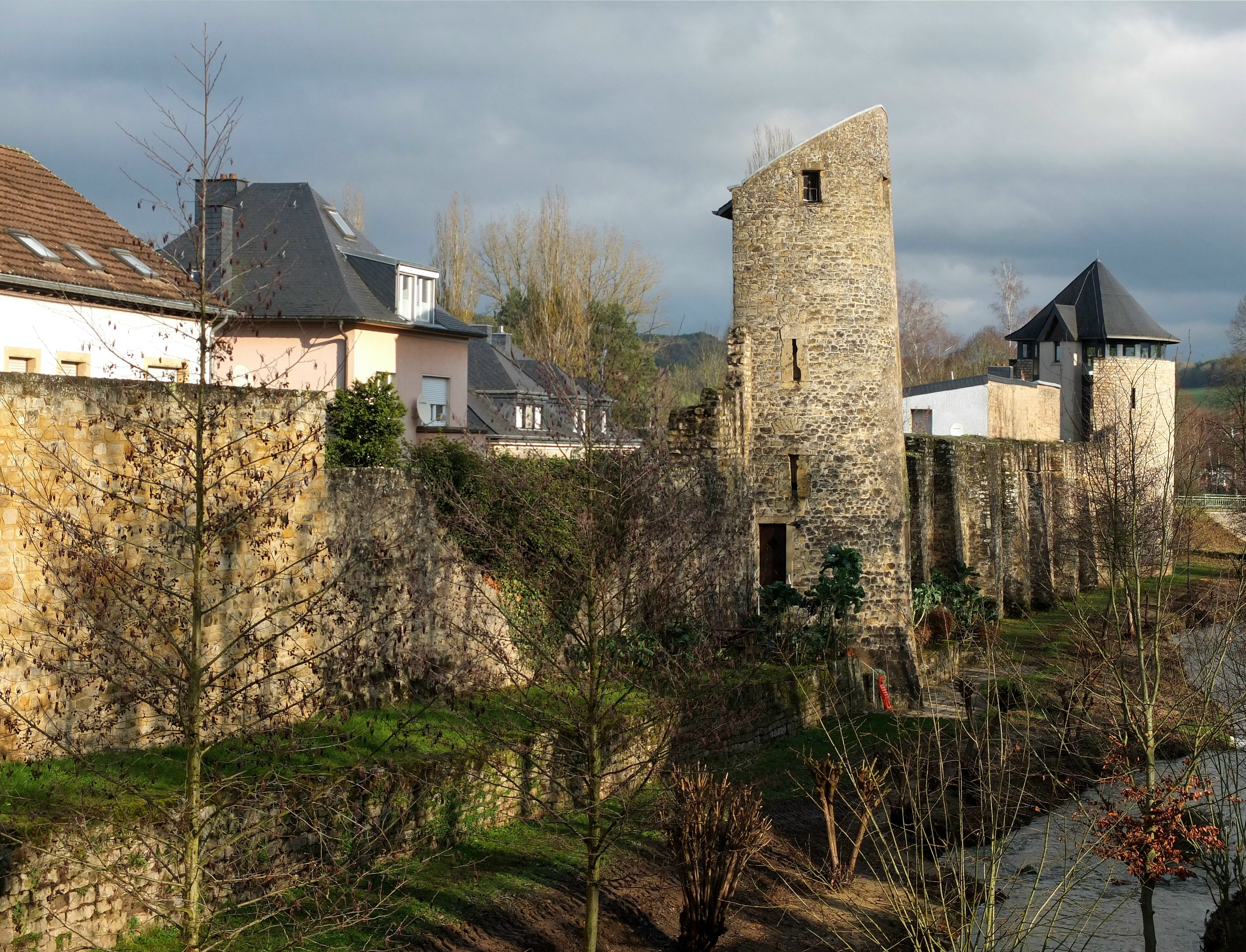
南部城墙